# Flygölen
Flygölen är en sjö i Växjö kommun i Småland och ingår i Lagans huvudavrinningsområde.